# Slovenija ima talent (7. sezona)
7. sezona oddaje Slovenija ima talent se je začela 30. septembra 2018 in končala 23. decembra 2018 na POP TV. Vodila sta jo bosta Domen Valič in Sašo Stare (slednji je nadomestil Vida Valiča). Žirantska zasedba je ostala enaka kot v prejšnji dveh sezonah: Lado Bizovičar, Marjetka Vovk, Ana Klašnja in Branko Čakarmiš.

## Predizbori
Na predizborih se tekmovalci, ki morajo biti stari najmanj 4 leta, predstavijo pred komisijo producentov POP TV, ki odloči, kdo napreduje v naslednji krog avdicij pred žirijo šova Slovenija ima talent. Predizbori so potekali v aprilu in potekali bodo še v juniju v različnih slovenskih mestih.
| #   | Datum  | Kraj          | Lokacija                            |
| --- | ------ | ------------- | ----------------------------------- |
| 1.  | 21. 4. | Maribor       | Hotel City Maribor                  |
| 2.  | 22. 4. | Ljubljana     | Austria trend hotel                 |
| 3.  | 9. 6.  | Celje         | Tehnološki park Tehnopolis          |
| 4.  | 9. 6.  | Kranj         | CHA CHA CHA Plesni center Gorenjske |
| 5.  | 10. 6. | Nova Gorica   | Hotel Diana                         |
| 6.  | 10. 6. | Murska Sobota | Hotel in casino Perla               |
| 7.  | 16. 6. | Maribor       | Hotel City Maribor                  |
| 8.  | 16. 6. | Koper         | Središče Routunda                   |
| 9.  | 17. 6. | Ljubljana     | Austria Trend Hotel                 |
| 10. | 17. 6. | Novo mesto    | Plesni center Dolenjske, Planet Tuš |
| 11. | 11. 8. | Maribor       | Plesna šola Pingi                   |
| 12. | 12. 8. | Ljubljana     | Austria trend hotel                 |

## Potek sezone
| #   | Datum         | Oddaja               | Prizorišče                   |
| --- | ------------- | -------------------- | ---------------------------- |
| 1.  | 30. september | 1. avdicijska oddaja | SNG Opera in balet Ljubljana |
| 2.  | 7. oktober    | 2. avdicijska oddaja | SNG Opera in balet Ljubljana |
| 3.  | 14. oktober   | 3. avdicijska oddaja | SNG Opera in balet Ljubljana |
| 4.  | 21. oktober   | 4. avdicijska oddaja | SNG Opera in balet Ljubljana |
| 5.  | 28. oktober   | 5. avdicijska oddaja | SNG Opera in balet Ljubljana |
| 6.  | 4. november   | Izbor polfinalistov  | Studio POP TV                |
| 7.  | 11. november  | 1. polfinale         | Studio POP TV                |
| 8.  | 18. november  | 2. polfinale         | Studio POP TV                |
| 9.  | 25. november  | 3. polfinale         | Studio POP TV                |
| 10. | 2. december   | 4. polfinale         | Studio POP TV                |
| 11. | 9. december   | 5. polfinale         | Studio POP TV                |
| 12. | 16. december  | Oddaja pred finalom  | —                            |
| 13. | 23. december  | Finale               | Studio POP TV                |

## Avdicije
Termini snemanja avdicij so bili:
Sobota, 25. 8. 2018

Nedelja, 26. 8. 2018

Petek, 7. 9. 2018

Sobota, 8. 9. 2018

Nedelja, 9. 9. 2018
ob 10.00 in 16.00 uri v SNG Opera in balet Ljubljana. Predviden začetek predvajanja je 30. september.
| Barva | Pomen barve v tabeli                                                          |
| ----- | ----------------------------------------------------------------------------- |
|       | Tekmovalec je dobil od žiranta zlati gumb in se direktno uvrstil v polfinale. |
|       | Tekmovalec se je priboril naslednji krog.                                     |
|       | Tekmovalec se ni prebil do naslednjega kroga.                                 |

### 1. avdicijska oddaja
| #                                             | Kandidat (starost, kraj)                         | Nastop                                 | Žirija          | Žirija      | Žirija        | Žirija         | Naslednji krog |
| #                                             | Kandidat (starost, kraj)                         | Nastop                                 | Branko Čakarmiš | Ana Klašnja | Marjetka Vovk | Lado Bizovičar | Naslednji krog |
| --------------------------------------------- | ------------------------------------------------ | -------------------------------------- | --------------- | ----------- | ------------- | -------------- | -------------- |
| 1.                                            | Hermina Matjašič (39 let, Desternik)             | igranje violine, petje                 | DA              | DA          | DA            | DA             | ✓              |
| 2.                                            | Stipo Josipovič (55 let, Kotlje)                 | petje                                  | NE              | NE          | NE            | NE             | ✗              |
| 3.                                            | Denise Dantas Band (28–51 let, Nova Gorica)      | petja                                  | NE              | DA          | DA            | DA             | ✓              |
| 4.                                            | Dolls (11–16 let, Nova Gorica)                   | navijačice                             | DA              | DA          | DA            | DA             | ✓              |
| 5.                                            | Eva Okorn (18 let, Grosuplje)                    | orientalski ples                       | DA              | DA          | DA            | DA             | ✓              |
| 6.                                            | Kayo                                             | iluzuja                                | DA              | DA          | DA            | DA             | ✓              |
| 7.                                            | Luka Nagode (20 let, Hotedršica)                 | petje                                  | NE              |             |               |                | ✗              |
| 8.                                            | Julijan                                          | petje                                  | NE              | NE          | NE            | NE             | ✗              |
| 9.                                            | ?                                                | rolanje                                | NE              | ?           | ?             | ?              | ?              |
| 10.                                           | Jaša Šaban (25 let, Ljubljana)                   | petje in igranje na kitaro             |                 |             |               |                | ✓(polfinale)   |
| 11.                                           | Tjaša Fajdiga (22 let, Amsterdam)                | petje                                  | DA              | DA          | DA            | DA             | ✓              |
| Nastopi, ki niso bili prikazani na televiziji |                                                  |                                        |                 |             |               |                |                |
| 12.                                           | Janeza Šturma (65 let, Ljubljana)                | Motivacijski govor s poanto            | NE              | NE          | NE            | NE             | ✗              |
| 13.                                           | Dominik Kavčič (DK) (23 let, Vodice)             | rap (avtorski - Avtopralnica BTC City) | DA              | DA          | NE            | DA             | ✓              |
| 14.                                           | Matic Kotnik (30 let, Ljubljana)                 | petje in igranje na kitaro             | NE              | NE          | NE            | DA             | ✗              |
| 15.                                           | Jurij Senič (25 let, Šmartno pri Slovenj Gradcu) | čaranje                                | NE              | NE          | NE            | DA             | ✗              |

 - zlati gumb

### 2. avdicijska oddaja
| #                                             | Kandidat (starost, kraj)                              | Nastop                     | Žirija          | Žirija      | Žirija        | Žirija         | Naslednji krog |
| #                                             | Kandidat (starost, kraj)                              | Nastop                     | Branko Čakarmiš | Ana Klašnja | Marjetka Vovk | Lado Bizovičar | Naslednji krog |
| --------------------------------------------- | ----------------------------------------------------- | -------------------------- | --------------- | ----------- | ------------- | -------------- | -------------- |
| 1.                                            | Lena Stepinšek (21 let, Celje)                        | petje                      | NE              | DA          | DA            | DA             | ✓              |
| 2.                                            | Matic Cesar (21 let, Stara Fužina)                    | petje in igranje na kitaro | DA              | DA          | DA            | DA             | ✓              |
| 3.                                            | Magic Denis                                           | čaranje                    | DA              | DA          | DA            | DA             | ✓              |
| 4.                                            | Anonymous Dancer                                      | ples                       | DA              | DA          | NE            | DA             | ✓              |
| 5.                                            | Gregor Divjak                                         | Prikaz dneva skozi gibanje | NE              | NE          | DA            | NE             | ✓              |
| 6.                                            | Nuša Rojs (28 let, Pragersko)                         | petje                      | DA              | DA          | DA            | DA             | ✓              |
| 7.                                            | Siniša Hotko (35 let, Bizeljsko)                      | Hipnoza                    | DA              | DA          | DA            | DA             | ✓              |
| 8.                                            | Bastarts (16–22 let, Ljubljana)                       | ples (breakdance)          | DA              | DA          | DA            | DA             | ✓              |
| 9.                                            | Franc Lešnik (69 let, Jurovski Dol)                   | hoja po ostrih kosah       | NE              | NE          | NE            | NE             | ✗              |
| 10.                                           | Duet RS (Roki in Suzana) (32 in 40 let, Ponikva)      | petje                      | NE              | NE          | NE            | NE             | ✗              |
| 11.                                           | Tjaž Rotar (24 let, Jesenice)                         | petje                      | NE              | NE          | NE            | NE             | ✗              |
| 12.                                           | Majda Majer (Oplotnica)                               | petje in igranje na kitaro | NE              | NE          | NE            | NE             | ✗              |
| 13.                                           | Martin Šalamun (55 let, Petrovče)                     | petje                      | DA              | DA          | DA            | DA             | ✓              |
| 14.                                           | Dunja Vrhovnik (30 let, Slovenj Gradec)               | petje in igrenje na kitaro | DA              | DA          | DA            | DA             | ✓              |
| 15.                                           | Helen Franco Bento (33 let, Trst)                     | ples                       | DA              | NE          | NE            | DA             | ✗              |
| Nastopi, ki niso bili prikazani na televiziji |                                                       |                            |                 |             |               |                |                |
| 16.                                           | Ernesto Garcia Premože (Kuba, 8 let živi v Sloveniji) | električna violina         | DA              | DA          | DA            | NE             | ✓              |
| 17.                                           | Filip in Jan - iz cirkusa Kellners (Češka)            | Cirkuška točka             | DA              | DA          | DA            | NE             | ✓              |
| 18.                                           | Tjaša Kopina (21 let, Novo mesto)                     | petje                      | NE              | NE          | DA            | DA             | ✓              |
| 19.                                           | Rene Ribič (27 let, Senovo)                           | petje                      | NE              | NE          | NE            | NE             | ✗              |
| 20.                                           | Blerim Rexhepi (19 let, Ljubljana)                    | rep                        | NE              | DA          | DA            | DA             | ✓              |

### 3. avdicijska oddaja
| #                                             | Kandidat (starost, kraj)                       | Nastop                                           | Žirija          | Žirija      | Žirija        | Žirija         | Naslednji krog   |
| #                                             | Kandidat (starost, kraj)                       | Nastop                                           | Branko Čakarmiš | Ana Klašnja | Marjetka Vovk | Lado Bizovičar | Naslednji krog   |
| --------------------------------------------- | ---------------------------------------------- | ------------------------------------------------ | --------------- | ----------- | ------------- | -------------- | ---------------- |
| 1.                                            | Tim Udovič (20 let, Rakek)                     | twirling                                         | DA              | DA          | DA            | DA             | ✓                |
| 2.                                            | Nina Obradovič (Maribor)                       | petje                                            |                 | NE          | NE            |                | ✗                |
| 3.                                            | Veronika Detečnik (Slovenj Gradec)             | petje                                            | NE              | NE          | NE            | NE             | ✗                |
| 4.                                            | Alja Klemenčič                                 | petje in igranje na kitaro                       | NE              |             | NE            |                | ✗                |
| 5.                                            | Lara Kramberger (15 let, Cerkvenjak)           | petje                                            | DA              | DA          | DA            | DA             | ✓                |
| 6.                                            | Andrej Mihelič - čili zmaj (60 let, Ljubljana) | zauživanje različnih vrst čilijev                | NE              | NE          | NE            | NE             | ✗                |
| 7.                                            | Duo Kamikazete (19 let, Nova Gorica)           | gimnastika ob drogu                              | DA              | DA          | DA            | DA             | ✓                |
| 8.                                            | Dominik & Marko Acoustic                       | petje                                            | NE              | DA          | DA            | DA             | ✓                |
| 9.                                            | duo Piko Jakob                                 | akrobacije žongliranje                           | DA              | DA          | NE            | DA             | ✓                |
| 10.                                           | Revolution (16–22 let, Idrija)                 | ples                                             |                 |             |               |                | (Domen in Sašo)✓ |
| 11.                                           | Timovke (11–17 let, Ljubljana)                 | ritmična gimnastika                              | NE              | DA          | DA            | DA             | ✓                |
| 12.                                           | Enes Kurtovič (54 let, Ljubljana)              | petje in igranje na kitaro                       | DA              | NE          | DA            | DA             | ✓                |
| 13.                                           | Jonatan Haller Pereira (20 let, Ljubljana)     | petje in igranje na kitaro                       | DA              | DA          | DA            | DA             | ✓                |
| 14.                                           | Tilen Lotrič (19 let, Kranj)                   | petje                                            |                 |             |               |                | ✓(polfinale)     |
| Nastopi, ki niso bili prikazani na televiziji |                                                |                                                  |                 |             |               |                |                  |
| 15.                                           | Teodora Vio (8 let, Berlin)                    | petje in igranje na kitaro                       | DA              | DA          | DA            | DA             | ✓                |
| 16.                                           | Daniel Polajžer (58 let, Haloze)               | petje in igranje na tamburico in ustno harmoniko | NE              | NE          | DA            | NE             | ✗                |

 - zlati gumb

### 4. avdicijska oddaja
| #                                             | Kandidat (starost, kraj)                                  | Nastop                     | Žirija          | Žirija      | Žirija        | Žirija         | Naslednji krog |
| #                                             | Kandidat (starost, kraj)                                  | Nastop                     | Branko Čakarmiš | Ana Klašnja | Marjetka Vovk | Lado Bizovičar | Naslednji krog |
| --------------------------------------------- | --------------------------------------------------------- | -------------------------- | --------------- | ----------- | ------------- | -------------- | -------------- |
| 1.                                            | Spectrum (11-15 let, Tržič)                               | ples                       | DA              | DA          | DA            | DA             | ✓              |
| 2.                                            | Tomica Banfić (21 let, Cestica, Hrvaška)                  | petje in igranje na klavir | DA              | DA          | DA            | DA             | ✓              |
| 3.                                            | zbor Letim (11-22 let, Gorenjska)                         | akapela petje              | DA              | DA          | DA            | DA             | ✓              |
| 4.                                            | Ževža (Matevž) (27 let, Ljubljana)                        | rep                        | DA              | DA          | DA            | DA             | ✓              |
| 5.                                            | Josip Majcenovič                                          | petje                      | NE              | NE          | NE            | NE             | ✗              |
| 6.                                            | Nadja Srečna Srečna                                       | petje in igranje na kitaro | NE              | NE          | NE            | NE             | ✗              |
| 7.                                            | Nataša Mušević (33 let, Ljubljana)                        | petje                      | DA              | DA          | NE            | DA             | ✓              |
| 8.                                            | Alen Robnik (24 let, Maribor)                             | petje in igranje na kitaro | NE              | DA          | DA            | DA             | ✓              |
| 9.                                            | Flipping Art (22-23 let, Ljubljana)                       | freerunning akrobacije     | DA              | DA          | DA            | DA             | ✓              |
| 10.                                           | Primož Križaj (28 let, Borovnica)                         | petje in igranje na kitaro | DA              | DA          | DA            | DA             | ✓              |
| 11.                                           | Ronja Štrukelj Kreč (zraven tudi oče) (11 let, Ljubljana) | plezanje po svili          |                 |             |               |                | ✓ (polfinale)  |
| 12.                                           | Veronika Steiner (20 let, Mozirje)                        | petje                      | DA              | DA          | DA            | DA             | ✓              |
| 13.                                           | ionT (Toni) (34 let, Palma de Mallorca,(Španija))         | petje                      | DA              | DA          | DA            | DA             | ✓              |
| Nastopi, ki niso bili prikazani na televiziji |                                                           |                            |                 |             |               |                |                |
| 14.                                           | Jože Doberšek (Celje)                                     | petje                      | NE              | DA          | NE            | DA             | ✗              |
| 15.                                           | Nina Zelko (29 let, Ribnica)                              | petje                      | DA              | DA          | NE            | DA             | ✓              |
| 16.                                           | Ariana Cah (16 let, Koper)                                | petje                      | DA              | DA          | NE            | DA             | ✓              |
| 17.                                           | Amadeja Pipan (18 let, Zapoge pri Vodicah)                | petje                      | NE              | NE          | NE            | NE             | ✗              |
| 18.                                           | Attitude                                                  | ples (balet)               | DA              | DA          | DA            | DA             | ✓              |
| 19.                                           | Polona Jurić (19 let, Vodice)                             | petje                      | DA              | DA          | NE            | NE             | ✗              |
| 20.                                           | Azra Japič (46 let, Pragersko)                            | petje                      | NE              | NE          | NE            | NE             | ✗              |

 - zlati gumb

### 5. avdicijska oddaja
| #                                             | Kandidat (starost, kraj)                        | Nastop                          | Žirija          | Žirija      | Žirija        | Žirija         | Naslednji krog |
| #                                             | Kandidat (starost, kraj)                        | Nastop                          | Branko Čakarmiš | Ana Klašnja | Marjetka Vovk | Lado Bizovičar | Naslednji krog |
| --------------------------------------------- | ----------------------------------------------- | ------------------------------- | --------------- | ----------- | ------------- | -------------- | -------------- |
| 1.                                            | Top Espresso (19 in 31 let, Ljubljana)          | kuhanje kave                    | NE              | DA          | DA            | NE             |                |
| 2.                                            | Dunking Devils Akademija (15-18 let, Ljubljana) | akrobacije na trampolinu        | DA              | DA          | DA            | DA             | ✓              |
| 3.                                            | Bum Maksi (Černuče)                             | plesno instrumentalna točka     | DA              | DA          | DA            | NE             | ✓              |
| 4.                                            | Majaž Ličer (46 let, Lokavec pri Ajdovščini)    | opera                           | DA              | DA          | DA            | NE             | ✓              |
| 5.                                            | Fenix Samba                                     | ples                            | DA              | DA          | DA            | NE             | ✓              |
| 6.                                            | Manu Nonković (12 let, Ljubljana)               | izrazni ples                    | NE              | DA          | DA            | DA             | ✓              |
| 7.                                            | RTFX (14-15 let, Ljubljana, Maribor, Kranj)     | ples                            | NE              | DA          | DA            | DA             | ✓              |
| 8.                                            | Marko Žerjal (33 let, Koper)                    | stand up komik                  | NE              | DA          | DA            | DA             | ✓              |
| 9.                                            | Anastazija Hodžić                               | petje                           | NE              | NE          | NE            | DA             |                |
| 10.                                           | Ajda Garafol                                    | petje                           | NE              | NE          | NE            | DA             |                |
| 11.                                           | Jernej Štravs                                   | petje                           | NE              | NE          | NE            | DA             |                |
| 12.                                           | Snežana Garevska (15 let)                       | petje                           | DA              | DA          | DA            | DA             | ✓              |
| 13.                                           | Liana Piltz (16 let, Ljubljana)                 | petje in igranje na sintisajzer |                 |             |               |                | ✓ (polfinale)  |
| 14.                                           | Tjaša Dobravec (23 let, Bohinj)                 | ples ob drogu                   | DA              | DA          | DA            | DA             | ✓              |
| 15.                                           | Patrik Mrak (19 let, Lucija)                    | petje                           | DA              | DA          | DA            | DA             | ✓              |
| 16.                                           | Unity Crew (15-25 let, Ljubljana, Nova Gorica)  | ples                            | DA              | DA          | DA            | DA             | ✓              |
| Nastopi, ki niso bili prikazani na televiziji |                                                 |                                 |                 |             |               |                |                |
| 17.                                           | Lucija Selak (22 let, Novo mesto)               | petje                           |                 |             |               |                |                |
| 18.                                           | Zapleši si (Maribor)                            | ples                            |                 |             |               |                |                |

 - zlati gumb

## Polfinale

### Izbor polfinalistov
V polfinale se je uvrstilo 35 tekmovalcev: 5 tistih, ki so prejeli zlati gumb od žirantov in voditeljev in so se neposredno uvrstili v polfinale, ostalih 30 pa so izbrali izmed vseh, ki so na avdiciji prejeli JA od vsaj treh žirantov in se tako uvrstili v naslednji krog. Žirantje so se odločili, da so v polfinale spustili 30 in ne 25 tekmovalcev. Izbor polfinalistov je potekalo v nedeljo 30.9.2018 v studiu POP TV, oddaja pa je bila na sporedu 4.11.2018.
Zlati gumbi
| Žirant        | Tekmovalec          | Talent                     |
| ------------- | ------------------- | -------------------------- |
| Branko        | Jaša Šaban          | petje in igranje na kitaro |
| Domen in Sašo | Revolution          | ples                       |
| Marjetka      | Tilen Lotrič        | petje                      |
| Ana           | Ronja Štrukelj Kreč | plezanje po svili          |
| Lado          | Liana Piltz         | petje                      |

Ostalih 30
Vokalisti
Dunja Vrhovnik

Hermina Matjašič

Lara Kramberger

Tjaša Fajdiga
Akrobacije
Tim Udovič

Flipping Art

Dunking Devils Akademija

Pevci
Dominik & Marko Acoustic
Zbor
zbor Letim
Brankovi zmagovalci
Patrik Mrak

Unity Crew

Veronika Steiner
Brankovi pomisleki
Alen Robnik

Jonatan Haller Pereira

Manu Nonković
Zgodba, ki se jih je dotaknila
Tjaša Dobravec

Primož Križaj

Ževža
Pevci 2
Martin Šalamun

Matic Cesar

Tomica Banfić
Iluzionist
Kayo
Navijačice in hipnoza
Dolls

Siniša Hotko
Ples
Eva Okorn

Spectrum

Duo Kamikazete
Imitator
ionT
Pevski dvoboj
Nuša Rojs
Plesni dvoboj
Bastarts
Da so se žirantje lažje odločili med pevkama Nušo Rojs in Natašo Mušević ter med plesalci RTFX in Bastarts so morali še enkrat nastopiti, plesalci pa se morali boriti v plesnem dvoboju. Po mnenju žirije je bolje zapela Nuša Rojs in bolje zaplesali Bastarts.
Za polfinale niso bili izbrani
| Tekmovalci, ki so avdicijo uspešno prestali, a za polfinale niso bili izbrani |
| --- |
| - RTFX - Nataša Mušević - Denise Dants Band - Dominik Kavčič - Magic Denis - Anonymous Dancer - Gregor Divjak ? - Ernesto Garcia - Cirkus Kellners - Blerim Rexhepi - duo Piko Jakob - Timovke - Enes Kurtović - Teodora Vio - Nina Zelko - Ariana Cah - Attitude - Bum Maksi - Matjaž Ličer - Feniks samba - Marko Žerjal - Snežana Garevska - Eva ? |

### 1. polfinalna oddaja
| #  | Tekmovalec               | Talent                                                                                             | Rezultat | Glasovi žirantov       |
| -- | ------------------------ | -------------------------------------------------------------------------------------------------- | -------- | ---------------------- |
| 1. | Matic Cesar              | petje in igranje na kitaro (lastna skladba Spet)                                                   | 4.–7.    |                        |
| 2. | Eva Okorn                | orientalski ples                                                                                   | 4.–7.    |                        |
| 3. | Dunking Devils Akademija | akrobatska komedija                                                                                | 4.–7.    |                        |
| 4. | Tomica Banfić            | petje (Jedina, Toše Proeski)                                                                       | 1.       |                        |
| 5. | Patrik Mrak              | petje in igranje kitare (Slow hands, Niall Horan)                                                  | 4.–7.    |                        |
| 6. | Duo Kamikazete           | ples na drogu                                                                                      | 2.–3.    | Ana                    |
| 7. | Tjaša Fajdiga            | petje (Diamonds Are Forever, Shirley Bassey, in Diamonds Are a Girl's Best Friend, Marilyn Monroe) | 2.–3.    | Branko, Marjetka, Lado |

### 2. polfinalna oddaja
| #  | Tekmovalec                   | Talent                                                   | Rezultat | Glasovi žirantov       |
| -- | ---------------------------- | -------------------------------------------------------- | -------- | ---------------------- |
| 1. | Dolls                        | navijačice                                               | 4.–7.    |                        |
| 2. | Jonatan Haller Pereira       | petje in igranje na kitaro (lastna skladba Simple Talks) | 4.–7.    |                        |
| 3. | Liana Piltz                  | petje (Jealous, Labrinth)                                | 2.–3.    | Lado, Branko, Marjetka |
| 4. | Martin Šalamun               | petje (Love Is a Many Splendored Thing)                  | 2.–3.    | Ana                    |
| 5. | Ronja Štrukelj Kreč (z mamo) | plezanje po svili                                        | 4.–7.    |                        |
| 6. | Hermina Matjašič             | petje in igranje violine (Fairytale, Alexander Rybak)    | 4.–7.    |                        |
| 7. | ionT (Toni)                  | petje - imitacija pevcev                                 | 1.       |                        |

### 3. polfinalna oddaja
| #  | Tekmovalec     | Talent                                                           | Rezultat     | Glasovi žirantov |
| -- | -------------- | ---------------------------------------------------------------- | ------------ | ---------------- |
| 1. | Tim Udovič     | twirling                                                         | 2.           | Ana, Lado        |
| 2. | Primož Križaj  | petje in igranje na kitaro (lastna skladba Unikat)               | 4.–6.        |                  |
| 3. | Dunja Vrhovnik | petje in igranje na kitaro (Shallow, Lady Gaga & Bradley Cooper) | 3.           | Branko, Marjetka |
| 4. | Spectrum       | ples                                                             | 4.–6.        |                  |
| 5. | Nuša Rojs      | petje (lastna skladba Me kdo sliši)                              | 4.–6.        |                  |
| 6. | Tilen Lotrič   | petje (Pustil ti bom sanje, Jan Plestenjak)                      | 1.           |                  |
| 7. | Kayo           | iluzija                                                          | Ni nastopil* | Ni nastopil*     |

Pomen zvezdice:
- Kayo ni nastopal zaradi osebnih razlogov.[16]

### 4. polfinalna oddaja
| #  | Tekmovalec                              | Talent                                                             | Rezultat | Glasovi žirantov |
| -- | --------------------------------------- | ------------------------------------------------------------------ | -------- | ---------------- |
| 1. | Unity Crew                              | ples                                                               | 4.–7.    |                  |
| 2. | Dominik & Marko Acoustic                | petje, igranje na klavir in kitaro (A Sky Full of Stras, Coldplay) | 4.–7.    |                  |
| 3. | Ževža (Matevž)                          | rep (lastna skladba Ujemi sanje)                                   | 4.–7.    |                  |
| 4. | Manu Nonković                           | izrazni ples                                                       | 4.–7.    |                  |
| 5. | Lara Kramberger                         | petje (Rockabye, Clean Bandit, Anne-Marie, Sean Paul)              | 1.       |                  |
| 6. | Jaša Šaban                              | petje (You & I, Lady Gaga)                                         | 2.       | Branko, Marjetka |
| 7. | Flipping Art (Tim Nuč in Luka Avguštin) | akrobacije                                                         | 3.       | Ana , Lado       |

### 5. polfinalna oddaja
| #  | Tekmovalec       | Talent                                           | Rezultat | Glasovi žirantov       |
| -- | ---------------- | ------------------------------------------------ | -------- | ---------------------- |
| 1. | Alen Robnik      | petje in igranje na kitaro (Purple Rain, Prince) | 4.–7.    |                        |
| 2. | Bastarts         | ples                                             | 4.–7.    |                        |
| 3. | zbor Letim       | petje (Za zmeraj, muzikal Za zmeraj!)            | 4.–7.    |                        |
| 4. | Revolution       | ples                                             | 2.–3.    | Ana                    |
| 5. | Siniša Hotko     | hipnoza                                          | 4.–7.    |                        |
| 6. | Tjaša Dobravec   | ples ob drogu                                    | 1.       |                        |
| 7. | Veronika Steiner | petje (Feeling Good, Nina Simone)                | 2.–3.    | Lado, Marjetka, Branko |

## Finale
Glasovanje v finalu je potekalo v dveh krogih: gledalci so najprej izmed vseh 10 finalistov izglasovali dva superfinalista, nato pa izmed njiju izbrali končnega zmagovalca.
| #   | Tekmovalec       | Talent                                        |
| --- | ---------------- | --------------------------------------------- |
| 1.  | Tjaša Fajdiga    | petje (I Will Survive, Gloria Gaynor)         |
| 2.  | Tomica Banfić    | petje (Cesarica, Oliver Dragojević)           |
| 3.  | Tjaša Dobravec   | ples ob drogu                                 |
| 4.  | Liana Piltz      | petje (If I Ain't Got You, Alicia Keys)       |
| 5.  | Jaša Šaban       | petje (We Are the Champions, Queen)           |
| 6.  | Tim Udovič       | tvirling                                      |
| 7.  | Lara Kramberger  | petje (Love on the Brain, Rihanna)            |
| 8.  | Veronika Steiner | petje (And I Am Telling You, Jennifer Hudson) |
| 9.  | inoT             | imitacija pevcev                              |
| 10. | Tilen Lotrič     | petje (Silvestrski poljub, Alfi Nipič)        |

V superfinale sta se uvrstila Tilen Lotrič in Tjaša Dobravec, končna zmagovalka pa je postala slednja.
| Superfinalist  | Rezultat |
| -------------- | -------- |
| Tjaša Dobravec | 1.       |
| Tilen Lotrič   | 2.       |

Finalno oddajo sta popestrila glasbena nastopa "superskupine" SIT oz. Line Kuduzović, Luke Seška, Nike Zorjan, BQL, Isaaca Palme in Luke Basija, ki so zapeli božično različico "Vroče", ter Maraaye & Jazzilaz s "Here for You".

## Zabavne točke, nevarne točke in talenti z osebnimi zmagami
Drugič so poleg glavne nagrade 50.000 €, ki jo je prejela zmagovalka finala Tjaša Dobravec, podelili tudi denarne nagrade (3.000 €) v 3 novih posebnih kategorijah: zabavne točke, nevarne točke in talenti z osebnimi zmagami. V vsaki kategoriji so bili nominirani 3 tekmovalci, ki so se predstavili vsaj na avdiciji. Zmagovalca v posamezni kategoriji so izbrali žiranti.
| Zabavne točke                               | Nevarne točke                                        | Talenti z osebnimi zmagami        |
| ------------------------------------------- | ---------------------------------------------------- | --------------------------------- |
| Helen Franco Bento Matic Cesar Top Espresso | Duo Kamikazete Flipping Art Dunking Devils Akademija | Dunja Vrhovnik Siniša Hotko Ževža |